# Casillas de Flores
Pour les articles homonymes, voir Casillas.
Casillas de Flores est une commune de la province de Salamanque dans la communauté autonome de Castille-et-León en Espagne.

## Géographie
Casillas de Flores est un village espagnol situé au sud-ouest de la province de Salamanque, distant de quelques kilomètres du Portugal. Les villages alentour sont : La Alberguería de Argañán au nord, Navasfrias et El Payo au sud et Fuenteguinaldo au nord-est. Le premier village portugais est Forcalhos et est distant de seulement 4 kilomètres de Casillas de Flores. La première grande ville est Ciudad Rodrigo à 36 km. Salamanque est située à 128 km.

## Histoire
Fondé par Alfonso VI, le village de Casillas de Flores est principalement connu à travers la route des contrebandiers qui permettait l'échange avec le Portugal. Profitant de l'explosion économique de ses pays voisins, une grande majorité de ses habitants a émigré dans les années 1960 vers la France, la Suisse ou encore le Pays basque.

## Fête locale

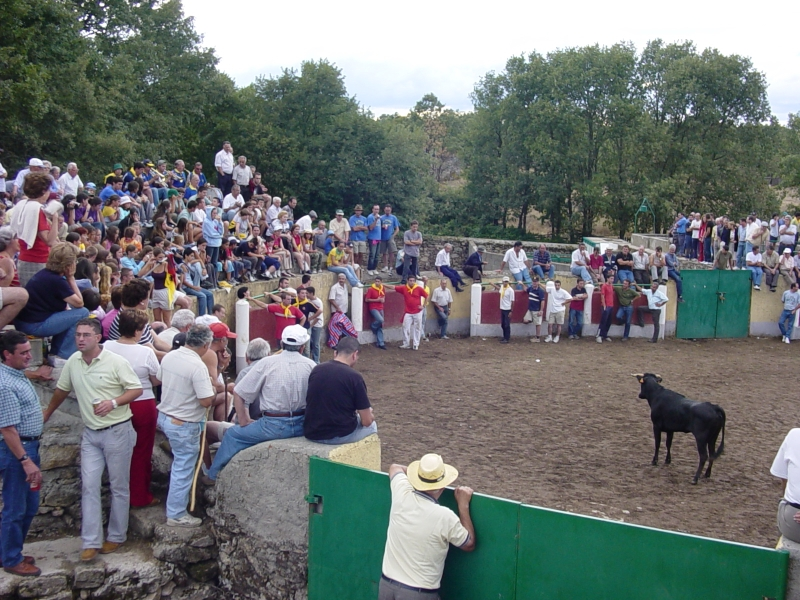
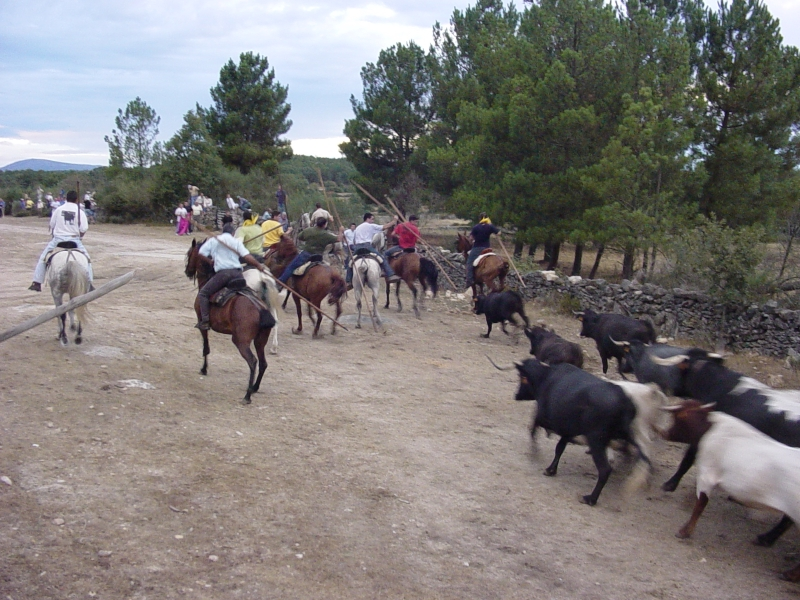

## Galerie

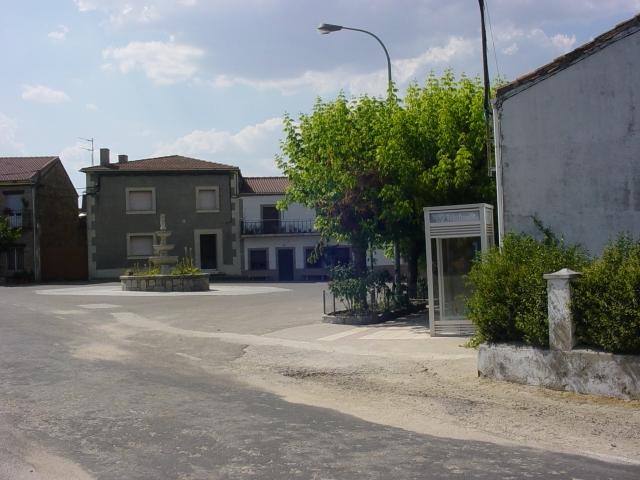
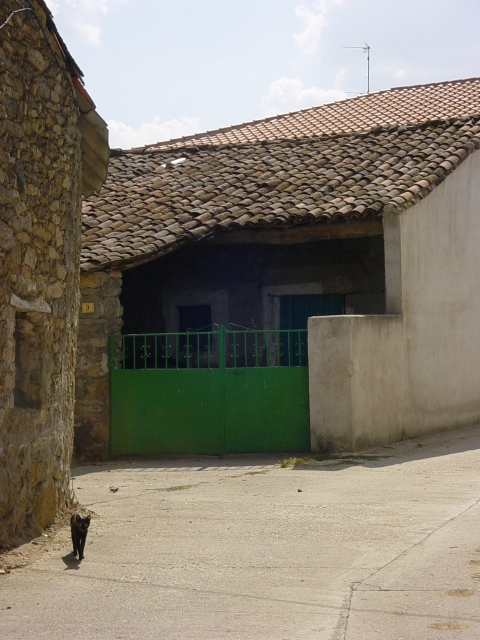
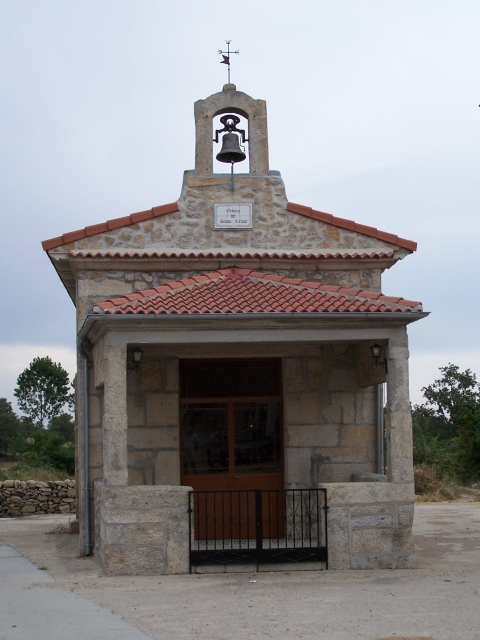
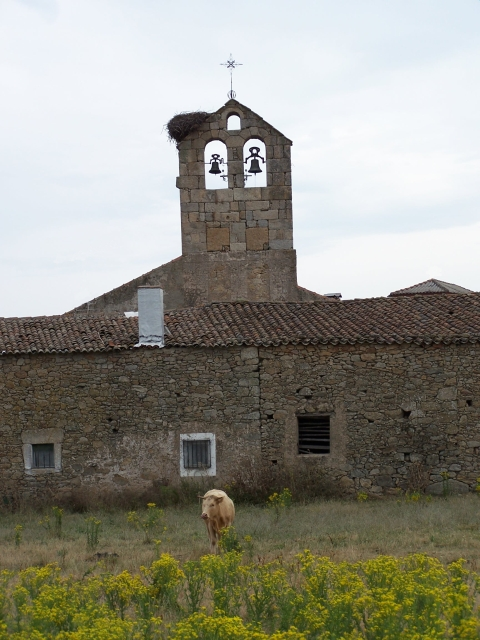